# Тадија Андрић
Тадија Андрић (Бело Поље, код Горњег Милановца, 11. септембар 1919 — Сјеница, 18. децембар 1941), учесник Народноослободилачке борбе и народни херој Југославије.

## Биографија
Рођен је 11. септембра 1919. године у селу Бело Поље, код Горњег Милановца. Потиче из сиромашне сељачке породице. После завршене основне школе, бавио се физичким пословима - најпре је радио као надничар код имућнијих сељака, а потом је у основној школи радио као послужитељ.
Године 1939. уписао је Пешадијску подофицирску школу 46. класе, коју је завршио 1. новембра 1940. године. Априлски рат, 1941. године, га је затекао у чину активног поднаредника. После капитулације Југословенске краљевске војске, није се предао окупатору, већ се са оружјем вратио у родно место.
Када су почетком лета 1941. године почеле прве устаничке акције, Тадија је добровољно ступио у Прву таковску партизанску чету, која се налазила у саставу Чачанског партизанског одреда „Драгиша Мишовић“. У почетку је био борац-пушкомитраљезац, а када је формиран Таковски партизански батаљон, он је постављен за командира Друге чете.
Истицао се у свим акцијама своје чете, а за време Прве непријатељске офанзиве у близини Горњег Милановца је сам ликвидирао немачку патролу. Као награду за овај подвиг, октобра 1941. године, је примљен у чланство Комунистичке партије Југославије.
У току повлачења партизанских снага из Србије у Санџак, Тадијин батаљон је водио многе борбе, око Горњег Милановца, Ужица, Нове Вароши и Прибоја. Приликом напада партизанских снага на Сјеницу, 18. децембра 1941. године, погинуо је на челу јуриша бораца његове јединице на непријатељски бункер.
Указом председника Федеративне Народне Републике Југославије Јосипа Броза Тита, 27. новембра 1953. године, проглашен је за народног хероја.